# Jan Kormiański
Jan Kormiański, właśc. Jan Haszkiewicz (ur. 8 października?/20 października 1837 w Aharodni, zm. w 1917 tamże) – duchowny Rosyjskiego Kościoła Prawosławnego, święty.

## Życiorys
Urodził się w rodzinie wiejskiego kapłana Jana Haszkiewicza. Według tradycji jeszcze przed jego urodzeniem miejscowy jurodiwy przepowiedział jego matce, że jej syn zostanie świętym. Przyszły święty od dzieciństwa pomagał swojemu ojcu w opiece nad cerkwią, podobnie jak jego brat Mikołaj (również został kapłanem). Ukończył seminarium duchowne w Mohylewie i wrócił do rodzinnej wsi jako nauczyciel religii. Ożenił się z córką innego księdza imieniem Maria; w tym samym roku – 11 lutego 1862 – przyjął święcenia kapłańskie. Otrzymał polecenie wyjazdu do wsi Szerścin, gdzie pracował w tamtejszej cerkwi Narodzenia Matki Bożej. W 1876 został przeniesiony do parafii św. Mikołaja w Aharodni. Po kilku latach udał się na pielgrzymkę do ławry Peczerskiej, gdzie otrzymał błogosławieństwo na rozpoczęcie bardziej ascetycznego trybu życia: ograniczył spożywane pokarmy i całkowicie zrezygnował z jedzenia mięsa. W 1912 otrzymał za osiągnięcia w pracy duszpasterskiej Order Świętego Włodzimierza IV stopnia, po czym odszedł na emeryturę. Jego następcą został jego syn Jan.
Według wspomnień świadków miał przewidzieć wybuch wojny domowej w Rosji, śmierć Mikołaja II, jak również opisać własną śmierć i losy swojego ciała. Zmarł jesienią 1917. Jego grób w Aharodni stał się miejscem pielgrzymek, a kapłan niemal natychmiast został uznany za świętego. W czasach stalinowskich na miejscu cmentarza, gdzie spoczywał, urządzono boisko piłkarskie. W 1997 ciało kapłana zostało ekshumowane, zaś komisja Rosyjskiego Kościoła Prawosławnego ogłosiła, że jego zwłoki nie uległy rozkładowi i wydzielały przyjemny zapach. Ostatecznie pochowano je w cerkwi Opieki Matki Bożej w Kormie. 31 maja 1998 został kanonizowany przez Rosyjski Kościół Prawosławny.
Miał siedmioro dzieci: synów Symeona, Ignacego, Michała, Płatona i Jana oraz córki Tatianę i Annę. Spośród pięciorga synów tylko Ignacy nie został kapłanem.